# Acroneuria arenosa
Acroneuria arenosa és una espècie d'insecte plecòpter pertanyent a la família dels pèrlids.

## Distribució geogràfica
Es troba a Nord-amèrica: el Canadà (el Quebec) i els Estats Units (Alabama, Connecticut, el districte de Colúmbia, Delaware, Florida, Geòrgia, Louisiana, Massachusetts, Maryland, Maine, Mississipi, Carolina del Nord, Nova Jersey, Nova York, Pennsilvània, Carolina del Sud, Texas, Virgínia i Virgínia Occidental).